# Хозарський козацький міф
Хозарський козацький міф — один із хозарських міфів, створений ідеологами українського козацтва.
В основі міфу лежить уявлення про походження нобілітету від окремого войовничого народу, який підкорив місцевих мешканців. Такі міфи були притаманні багатьом європейським країнам, однак у Центрально-східній Європі, на відміну від Західної Європи, вони відіграли визначальну роль у посиленні суспільної ролі нобілітету та легітимації його виняткових соціально-економічних прав. До найвідомішого з них належала ідеологема, згідно з якою предками річпосполитської шляхти були войовничі сармати.
В інтелектуальному середовищі Гетьманщини Хозарський козацький міф належав до найбільш значимих варіантів переробки сарматської ідеї для українських потреб. Ідея хозарського походження козаків узята з польської традиції історіописання і фіксується з 1670-х рр.: І. Ґалятовський у «Скарбниці потребній» (1676) вказував, що козаки «названі від козарів», посилаючись на «Хроніку» М. Стрийковського. Та ж ідея міститься в короткій редакції літопису Г. Грабянки. При цьому на той час хозар хибно вважали за одне зі слов'янських племен, і саме цей слов'янський етнічний чинник значною мірою спричинив на користь вибору саме цього міфу. 
У найпопулярнішому в Гетьманщині творі церковного історіописання — «Синопсисі» (1674) — зазначалося, що відомості літописців про «козар» непевні; незважаючи на це, їх зараховано до предків руського народу. Ідея походження козацтва від «хозар» використана також у «Четьї-Мінеях» Димитрія Ростовського (1700). У наступні десятиліття Хозарський козацький міф найбільш повно представлений у світському історіописанні Гетьманщини, зокрема у преамбулі «Пактів та конституцій законів і вольностей Війська Запорозького» 1710, де козацтво виводилося від «народу сміливого стародавнього козацького, який попередньо називався козарським». Про значимість «козар/хозар» свідчить те, що сам імператор Візантії одружив свого сина з «донькою кагана, тобто князя козарського». Однак за «неправди та беззаконня» Бог покарав цей народ «Руїною», а потім віддав під владу польських королів, з якої його визволив Б. Хмельницький. У «повній» редакції літопису Г. Грабянки (створений не раніше 1718) механічно об'єднано походження козацтва від скіфів та хозар. Елементи Хозарського козацького міфу наявні в літописі С.Величка (1718—22), «Короткому описі Малоросії» (1734), «Розмові Малоросії з Великоросією» С. Дівовича (1762) та в «Історії Русів» (кінець 18 — поч. 19 ст.).
Хозарський козацький міф був структурним елементом української ідеї, покликаної легітимізувати автономну владу, статус та багатство еліти, однак у зв'язку з невдачею реалізації проєкту сильної Гетьманщини редукувався до однієї з версій походження козацтва.